# Сапега, Лев Михайлович
Лев Михайлович Сапега (умер между 20 августа и 20 сентября 1610) — государственный деятель Великого княжества Литовского, войский витебский (1584), подкоморий гродненский (1590), судья земский гродненский (1593).

## Биография
Представитель ружанской линии литовского магнатского рода Сапег герба «Лис». Сын дворянина господарского Михаила Ивановича Сапеги (ум. после 1554) и Марии Быстрейской. Брат — кухмистр великий литовский Николай Сапега (ум. 1611).
В 1581 году Лев Сапега собирал подати в Витебском воеводстве. В 1584 году получил звание войского витебского, а в 1590 году был назначен подкоморием гродненским. В 1593 году Лев Сапега получил должность судьи гродненского. В 1598 году был избран депутатом в Литовский Трибунал.
Перешёл из православия в кальвинизм.
От брака с Еленой Гарабурдой не имел детей.